# Historia de la violencia
Historia de la violencia (francés: Histoire de la violence) es la segunda novela del escritor francés Édouard Louis publicada en enero de 2016. Utilizando técnicas narrativas similares a su primera novela, Para acabar con Eddy Bellegueule (2014), como el carácter autobiográfico, la narración en primera persona o el uso de analepsis, la trama aborda la violación e intento de asesinato que sufrió en la Navidad de 2012.

## Argumento
Ambientada en el París de 2012, tras celebrar la Nochebuena en casa de sus amigos más íntimos, Édouard vuelve a su apartamento. En el trayecto a casa conoce en la calle a Reda, un joven cuya familia es originaria del norte de África, al que invita a subir a su apartamento para conversar, beber y mantener sexo ocasional.
A lo largo de la noche ambos van conociendo retazos de su vida pasada en los que se muestran realidades como el racismo de la sociedad, el rechazo de la pobreza y de la diferencia o el distanciamiento familiar. Al aproximarse el amanecer ambos se despiden pero Édouard descubre que Reda se ha apropiado de algunos objetos como el teléfono móvil, la tablet o algunos de los regalos de sus amigos. Tras recriminárselo la situación se irá tensando desencadenando la furia de Reda que acabará atacándolo, intentando asfixiarlo con una bufanda, y cometiendo abusos sexuales. Finalmente Reda acabará marchándose del domicilio.
Ya en la mañana de Navidad Édouard acudirá al hospital, limpiará el apartamento, se reunirá con amigos y acudirá a la policía para denunciar el caso. Días más tarde acabará viviendo durante una temporada en casa de un amigo. Finalmente acudirá a casa de su hermana en su pueblo natal. Será ella quien, explicándole lo sucedido a su marido, comience la narración.

## Estructura
Dedicado al filósofo y sociólogo Geoffroy de Lagasnerie la novela consta de diecsiéis capítulos seguidos de un epílogo que incluye un fragmento de Kaddish por el hijo no nacido del escritor húngaro Imre Kertész. Así mismo la novela incluye citas de las obras Santuario del escritor estadounidense William Faulkner y Crisis de la república de la escritora, filósofa y teórica política alemana Hannah Arendt.

## Recepción
Al igual que su primera novela Historia de la violencia se convirtió también en un fenómeno editorial en su país, pese a contar con una primera edición de 2.000 ejemplares, dado que la temática abordada hacían albergar dudas de cara a su recepción tanto para el autor como para la editorial.

"Al haber nacido pobre y gay, sentí muy pronto que la violencia era, para muchos individuos, como una acta de nacimiento. Nuestro día a día es fruto de la violencia, aunque esta esté poco representada en la literatura. Uno de los impulsos del libro fue acabar con el desfase entre el mundo y lo que la literatura dice de él. Cuando eso sucede, casi es mejor que la literatura desaparezca, porque deja de tener sentido".
Édouard Louis (Diario El País, 2018) 

Una vez celebrado el juicio en 2020, tras haber sido identificado y arrestado el agresor en 2016, éste fue condenado únicamente por el delito de robo exonerándolo del resto de acusaciones.

"Nunca diré que todo el mundo debe perdonar, porque entonces estaría proponiendo lo mismo que el Estado: la misma solución para todos. Tal vez la reparación sea una palabra más precisa. Y existen mil maneras de reparar. Hay víctimas que quieren hablar con sus agresores, otros exigen no verlos nunca más y los de más allá piden dinero. Lo que digo es que hay que poner a la víctima en el centro. Que cada uno encuentre su propia solución para atenuar su trauma. En algunos casos extremos, hay locos que necesitan una vigilancia más intensa, pero yo creo que la cárcel no elimina la violencia del mundo, sino que la hace crecer."
Édouard Louis (Diario El País, 2018) 